# جوشوا روجرز
جوشوا روجرز (بالإنجليزية: Joshua Rogers)‏ هو مغني أمريكي، ولد في 22 مارس 1994 في غريليفيل في الولايات المتحدة.

## وصلات خارجية
- جوشوا روجرز على موقع ميوزك برينز (الإنجليزية)
- جوشوا روجرز على موقع ديسكوغز (الإنجليزية)